# Lijst van afleveringen van That's So Raven
Dit is een lijst van afleveringen van de televisieserie That's So Raven van Disney Channel.
| Seizoen | Aantal afleveringen | Uitgezonden | Verschijningsdatum dvd Regio 1 | Verschijningsdatum dvd Regio 2 |  |
| ------- | ------------------- | ----------- | ------------------------------ | ------------------------------ |  |
| #1      | 21                  | 2003 – 2004 |                                |                                |  |
| #2      | 22                  | 2003 – 2004 |                                |                                |  |
| #3      | 35                  | 2004 – 2006 |                                |                                |  |
| #4      | 21                  | 2006 – 2007 |                                |                                |  |

## Seizoen 1: 2003 en 2004
| Nr. | Titel                    | Productiecode |  |
| --- | ------------------------ | ------------- |  |
| 1   | Test of Friendship       | 102           |  |
| 2   | Mother Dearest           | 103           |  |
| 3   | Party Animal             | 109           |  |
| 4   | Wake Up, Victor          | 119           |  |
| 5   | A Fish Called Raven      | 121           |  |
| 6   | Smell of Victory         | 101           |  |
| 7   | Campaign in the Neck     | 114           |  |
| 8   | Saving Psychic Raven     | 120           |  |
| 9   | The Parties              | 116           |  |
| 10  | Ye Olde Dating Game      | 113           |  |
| 11  | Dissin' Cousins          | 108           |  |
| 12  | Teach Your Children Well | 111           |  |
| 13  | Driven to Insanity       | 104           |  |
| 14  | A Dog by Any Other Name  | 103           |  |
| 15  | Saturday Afternoon Fever | 106           |  |
| 16  | A Fight at the Opera     | 118           |  |
| 17  | Psychics Wanted          | 117           |  |
| 18  | If I Only Had a Job      | 110           |  |
| 19  | Escape Claus             | 105           |  |
| 20  | Separation Anxiety       | 115           |  |
| 21  | To See or Not to See     | 112           |  |

## Seizoen 2: 2003 en 2004
| Nr. | Titel                             | Productiecode |  |
| --- | --------------------------------- | ------------- |  |
| 22  | Out of Control                    | 203           |  |
| 23  | Don't Have a Cow                  | 204           |  |
| 24  | Run Raven Run                     | 202           |  |
| 25  | Clothes Minded                    | 207           |  |
| 26  | Four's a Crowd                    | 206           |  |
| 27  | Hearts and Minds                  | 212           |  |
| 28  | Close Encounters of the Nerd Kind | 211           |  |
| 29  | That's So Not Raven               | 201           |  |
| 30  | Blue in the Face                  | 208           |  |
| 31  | Spa Day Afternoon                 | 209           |  |
| 32  | Leave It to Diva                  | 213           |  |
| 33  | There Goes the Bride              | 216           |  |
| 34  | Radio Heads                       | 215           |  |
| 35  | A Goat's Tale                     | 217           |  |
| 36  | He's Got the Power                | 205           |  |
| 37  | Skunk'd                           | 219           |  |
| 38  | The Dating Shame                  | 318           |  |
| 39  | The Road to Audition              | 214           |  |
| 40  | The Lying Game                    | 220           |  |
| 41  | Numb and Number                   | 221           |  |
| 42  | My Big Fat Pizza Party            | 210           |  |
| 43  | Shake, Rattle, and Rae            | 222           |  |

## Seizoen 3: 2004 en 2006
| Nr. | Titel                          | Productiecode |  |
| --- | ------------------------------ | ------------- |  |
| 44  | Psychic Eye for the Sloppy Guy | 301           |  |
| 45  | Stark Raven Mad                | 304           |  |
| 46  | Opportunity Shocks             | 309           |  |
| 47  | Taken to the Cleaners          | 313           |  |
| 48  | Five Finger Discount           | 302           |  |
| 49  | Sweeps                         | 311           |  |
| 50  | Double Vision                  | 318           |  |
| 51  | Bend It like Baxter            | 315           |  |
| 52  | The Big Buzz                   | 322           |  |
| 53  | True Colors                    | 303           |  |
| 54  | Dog Day Aftergroom             | 317           |  |
| 55  | The Royal Treatment            | 310           |  |
| 56  | Art Breaker                    | 308           |  |
| 57  | Boyz 'N Commotion              | 306           |  |
| 58  | Gettin' Outta Dodge            | 319           |  |
| 59  | On Top of Old Oakey            | 305           |  |
| 60  | They Work Hard for His Honey   | 307           |  |
| 61  | Mind Your Own Business         | 327           |  |
| 62  | Hizzouse Party                 | 312           |  |
| 63  | Mismatch Maker                 | 325           |  |
| 64  | Chef-Man and Raven             | 314           |  |
| 65  | When in Dome                   | 328           |  |
| 66  | Too Much Pressure              | 323           |  |
| 67  | Extreme Cory                   | 323           |  |
| 68  | The Grill Next Door            | 324           |  |
| 69  | Point of No Return             | 330           |  |
| 70  | Country Cousins                | 320           |  |
| 71  | Country Cousins                | 321           |  |
| 72  | Food for Thought               | 316           |  |
| 73  | Mr. Perfect                    | 329           |  |
| 74  | Goin' Hollywood                | 333           |  |
| 75  | Save the Last Dance            | 334           |  |
| 76  | Cake Fear                      | 332           |  |
| 77  | Vision Impossible              | 335           |  |
| 78  | The Four Aces                  | 311           |  |

## Seizoen 4: 2006 en 2007
| Nr. | Titel                       | Productiecode |  |
| --- | --------------------------- | ------------- |  |
| 79  | Raven, Sydney and the Man   | 403           |  |
| 80  | Pin Pals                    | 401           |  |
| 81  | Dues & Don'ts               | 404           |  |
| 82  | Unhappy Medium              | 407           |  |
| 83  | Adventures in Boss-Sitting  | 406           |  |
| 84  | Hook Up My Space            | 408           |  |
| 85  | Driving Miss Lazy           | 405           |  |
| 86  | Be Prepared                 | 413           |  |
| 87  | Juicer Consequences         | 402           |  |
| 88  | Sister Act                  | 412           |  |
| 89  | Checkin' Out                | 422           |  |
| 90  | Fur Better or Worse         | 410           |  |
| 91  | Mad Hot Cotillion           | 415           |  |
| 92  | When 6021 Met 4267          | 411           |  |
| 93  | Soup to Nuts                | 419           |  |
| 94  | Members Only                | 414           |  |
| 95  | The Ice Girl Cometh         | 409           |  |
| 96  | Rae of Sunshine             | 408           |  |
| 97  | The Dress Is Always Greener | 416           |  |
| 98  | Teacher's Pet               | 417           |  |
| 99  | The Way We Were             | 421           |  |
| 100 | Where There's Smoke         | 420           |  |